# Pitchford (Shropshire)
Pour les articles homonymes, voir Pitchford.
Pitchford est une paroisse civile et un village du Shropshire, en Angleterre.